# Abaji
Abaji é uma área de governo local do Território da Capital Federal da Nigéria.
Possui uma área de 992 km ² e uma população de 58,642 no censo de 2006.
O código postal da área é 905.